# Polyrhachis nofra
Polyrhachis nofra é uma espécie de formiga do gênero Polyrhachis, pertencente à subfamília Formicinae.